# Macmillan Publishers
Macmillan Publishers är ett brittiskt bokförlag, grundat 1843 av bröderna Daniel Macmillan (1813–1857) och Alexander Macmillan (1818–1896).
Bokförlaget blev aktiebolag 1896. Förlaget har varit ett av Storbritanniens mest ansedda och utgav främst naturvetenskapliga, litteraturhistoriska, skönlitterära och biografiska arbeten. Bokförlaget, som tidigare hette Macmillan & co., startade tidigt filialverksamhet i New York. Familjen Macmillan fortsatte kontrollera företaget, först med Maurice Macmillan (1853–1936) och under en tid av Harold Macmillan (1894–1986), som senare lämnade företagsledningen för en politisk karriär. På senare år har dock Verlagsgruppe Holtzbrinck trätt in som huvudägare, men familjen Macmillan äger fortfarande en betydande del i företaget.
Under 1960-talet blev akademisk litteratur och vetenskapliga tidskrifter en allt viktigare del i företagets utgivning. Från 1970-talet expanderade man kraftigt och sexdubblade sin omsättning med dotterbolag i bland annat Sydafrika, Australien och Nya Zeeland. I förlagsgruppen ingår bland andra Picador, Sidgwick & Jackson, Pan Macmillan och St. Martin's Press.